# شو كوراتا
شو كوراتا (باليابانية: 倉田 秋) (مواليد 26 نوفمبر 1988) هو لاعب كرة قدم ياباني يلعب حاليا لصالح نادي غامبا أوساكا في الدوري الياباني الممتاز. يلعب مع منتخب اليابان لكرة القدم منذ عام 2015.

## وصلات خارجية
- شو كوراتا على موقع الاتحاد الدولي (مؤرشف)  (الإنجليزية)
- شو كوراتا على موقع رابطة كرة القدم اليابانية للمحترفين (اليابانية)
- شو كوراتا على موقع قاعدة بيانات كرة القدم.إي يو (الإنجليزية)
- شو كوراتا على موقع ناشيونال فوتبول تيمز (الإنجليزية)
- شو كوراتا على موقع Soccerway.com (الإنجليزية)
- شو كوراتا على موقع عالم كرة القدم.نت (الإنجليزية)
- National Football Teams